# Џон Логи Берд
Џон Логи Берд (енгл. John Logie Baird; Хеленсбург, 13. август 1888 — Бексхил на Мору, 14. јун 1946) је био шкотски проналазач. Године 1923. је извео први пренос ТВ слике, а 1928. године први прекоокеански ТВ пренос између Лондона и Хортсдејла у САД. Затим је изумео први јавно демонстрирани телевизијски систем у боји и прву одрживу чисто електронску телевизијску цев за телевизијску слику у боји.
Године 1928, Берд компанија за развој телевизије остварила је први трансатлантски телевизијски пренос. Бејрдови рани технолошки успеси и његова улога у практичном увођењу телевизијског емитовања за кућну забаву донели су му истакнуто место у историји телевизије.
Године 2006, Берд је проглашен за једног од 10 највећих шкотских научника у историји, након што је уврштен у „Кућу славних шкотске науке“ Националне библиотеке Шкотске. Године 2015, примљен је у Шкотску инжењерску кућу славних. Дана 26. јануара 2017. – IEEE је открио бронзану уличну плочу у улици Фрит 22 (Бар Италија), Лондон, посвећену Берду и проналаску телевизије. Године 2021, „Краљевска ковница“ Велике Британије прославила је живот и рад једног од најиновативнијих проналазача Уједињеног Краљевства, откривањем комеморативног Џона Логија Бејрда, бриљантног новчића од 50 пенија без оптицаја. Датиран на 2021. годину у част 75. годишњице Бејрдове смрти.

## Ране године
Берд је рођен 13. августа 1888. у Хеленсбургу, Данбартоншир, и био је најмлађе од четворо деце велечасног Џона Берда, свештеника Шкотске цркве за локалну цркву Св. Брајд, и Џеси Морисон Инглис, нећаке богате породице бродоградитеља из Глазгова.
Образовао се на Ларчфилд академији (сада део школе Ломонд) у Хеленсбургу; Технички колеџ у Глазгову и западној Шкотској; и Универзитет у Глазгову. Док је био на колеџу, Берд је преузео низ инжењерских приправничких послова као део свог курса. Услови у индустријском Глазгову у то време помогли су да се формирају његова социјалистичка уверења, али су и допринели његовом лошем здрављу. Постао је агностик, иако то није заоштрило његов однос са оцем. Његов дипломски курс прекинуо је Први светски рат и више се није вратио да дипломира.
Почетком 1915. добровољно се пријавио за службу у британској војсци, али је класификован као неспособан за активну службу. Пошто није могао да оде на фронт, запослио се у компанији Клајд Вали електрана, која се бавила пословима везаним за муницију.

## Телевизијски експерименти
Почетком 1923. и лошег здравља, Берд се преселио у 21 Линтон Kресент, Хејстингс, на јужној обали Енглеске. Касније је изнајмио радионицу у Краљичиној аркади у граду. Бeрд је направио оно што је требало да постане први радни телевизор на свету користећи предмете који су укључивали стару кутију за шешир и маказe, неколико игли за штапкање, неколико сочива за бициклистичка светла, коришћену кутију за чај, као и восак за заптивање и лепак које је купио. У фебруару 1924. демонстрирао је Радио Тајмсу да је полумеханички аналогни телевизијски систем могућ преношењем покретних силуета слика. У јулу исте године, добио је струјни удар од 1000 волти, али је преживео само са опеченом шаком. Међутим, као резултат тога његов станодавац, господин Три, замолио га је да напусти просторије. Убрзо по доласку у Лондон, тражећи публицитет, Берд је посетио новине Дејли Експрес да промовише свој изум. Уредник вести је био престрављен и један од његових запослених га је цитирао како је рекао: „За име Бога, идите доле на рецепцију и решите се лудака који је тамо доле. Каже да има машину за гледање путем бежичне везе! Пазите се — можда има жилет при руци."
У овим покушајима да развије функционалан телевизијски систем, Бeрд је експериментисао користећи Нипковљев диск. Пол Готлиб Нипков је изумео овај систем за скенирање 1884. године. Историчар телевизије Алберт Абрамсон назива Нипковљев патент „главним телевизијским патентом“. Нипковљев рад је важан јер су Бeрд, и касније многи други, одлучили да га развију у медијум за емитовање.
У својој лабораторији 2. октобра 1925. године, Бeрд је успешно пренео прву телевизијску слику са сивим тоновима: главу лутке вентрилоквиста под надимком „Стуки Бил“ на вертикално скенираној слици од 32 реда, при пет слика у секунди. Берд је сишао доле и довео канцеларијског радника, 20-годишњег Вилијама Едварда Тејнтона, да види како ће изгледати људско лице, и Тејнтон је постао прва особа која је емитована на телевизији у пуном опсегу тона.
У јуну 1924, Бeрд је купио од Сирила Френка Елвела ћелију од талијум сулфида (Талофајда) коју је развио Теодор Кејс у САД. Талофајдска ћелија је била део важне нове технологије „слика које говоре“. Бејрдова пионирска примена ове ћелије омогућила је да он постане прва особа која је произвела живу, покретну телевизијску слику у сивим тоновима из рефлектоване светлости. Берд је ово постигао, тамо где су други проналазачи подбацили, применом две јединствене методе на Кејсову ћелију. Он је то постигао побољшањем кондиционирања сигнала из ћелије, кроз оптимизацију температуре (хлађење) и сопствено видео појачало дизајнирано по мери.

### Прве јавне демонстрације
Берд је дао прву јавну демонстрацију покретних слика силуета путем телевизије у робној кући Селфриџес у Лондону у тронедељној серији демонстрација које су почеле 25. марта 1925. године.
Дана 26. јануара 1926. године, Бeрд је дао прву јавну демонстрацију истинитих телевизијских слика за чланове Краљевске институције и репортера Тајмса у својој лабораторији у улици Фрит 22 у лондонском округу Сохо, где се сада налази Бар Италија. Бeрд је у почетку користио брзину скенирања од 5 слика у секунди, побољшавши ово на 12,5 слика у секунди око 1927. године. То је била прва демонстрација телевизијског система који је могао да скенира и приказује живе покретне слике са градацијом тонова.
Он је демонстрирао први пренос боја на свету 3. јула 1928, користећи дискове за скенирање на крајевима за пренос и пријем са три спирале отвора, свака спирала са филтером различите примарне боје; и три извора светлости на пријемном крају, са комутатором за наизменично осветљење. Демонстрација је била млада девојчица, осмогодишња Ноел Гордон, која је носила шешире различитих боја. Госпођица Гордон је постала успешна ТВ глумица, позната по сапуници Раскршће. Исте године је демонстрирао и стереоскопску телевизију.